# Nadezhda Krúpskaya
Nadezhda Konstantínovna Krúpskaya (ruso: Наде́жда Константи́новна Кру́пская) (San Petersburgo, 14 de febrerojul./ 26 de febrero de 1869greg.-Moscú, 27 de febrero de 1939), más conocida como Nadia Krúpskaya, fue una reconocida figura del Partido Comunista de la Unión Soviética y una de las principales responsables de la creación del sistema educativo soviético y pionera del desarrollo de las bibliotecas rusas. Su esposo fue el dirigente revolucionario Vladímir Ilich Uliánov, Lenin.
Nacida en San Petersburgo en el seno de una familia noble empobrecida, su madre era institutriz y su padre, oficial del Ejército con inclinaciones políticas radicales. A pesar de la penuria económica que sufrió la familia al fallecer su padre en 1883, logró completar su educación en un prestigioso gimnasio femenino de la capital rusa. Permaneció como profesora en esta institución hasta 1891. Convertida al marxismo a comienzos de la década, ingresó en el Grupo para la Lucha por la Emancipación de la Clase Obrera, donde conoció a Lenin en 1894. Detenida en agosto de 1896 como otros miembros de este, en 1897 aceptó cumplir su condena de exilio interior junto a Lenin en Siberia, para lo que tuvo que casarse con él por imposición de las autoridades rusas. En abril de 1898, partió a Siberia, donde se convirtió en esposa y colaboradora de Lenin.
Más tarde pasó al exilio en Europa occidental y se convirtió en secretaria de la publicación socialista Iskra y luego en la del comité central del Partido Obrero Socialdemócrata de Rusia. En el exilio escribió algunas obras sobre educación.
Tras la Revolución de Octubre, obtuvo importantes cargos en el Ministerio de Educación, presidido por Anatoli Lunacharski. A partir de mayo de 1922, con Lenin enfermo, redujo su trabajo en el ministerio para atenderlo. Parte de la oposición política a Stalin a mediados de la década, finalmente se unió a él en la campaña contra la oposición interna del partido. Se mantuvo como vicecomisaria de Educación entre 1919 y 1939 y como miembro del comité central del partido entre 1927 y 1939, año en el que falleció.

## Origen familiar y primeros años
Nació en el seno de una empobrecida familia de la pequeña nobleza Krupski, el 14 de febrerojul./ 26 de febrero de 1869greg. en San Petersburgo. Era la hija única de un radical, Konstantin Ignatievich Krupski y de su esposa, Elizaveta Vasilevna Tristova, mujer emancipada. Su padre, originario de Kazán, había quedado huérfano muy joven, con apenas nueve años, y el Estado se había encargado de su educación, enviándolo a una escuela militar de la capital rusa. Tras graduarse como cadete, lo había destinado en Polonia, donde participó en el aplastamiento del Levantamiento de Enero de 1863. A continuación se lo mandó a estudiar derecho a la Academia Jurídico-Militar de la capital; en la urbe contrajo matrimonio y tuvo a Nadezhda —en ruso, «Esperanza»— en 1869. Tras graduarse en la academia, ingresó en la Administración del Estado y se le encomendó la de un distrito del Zarato de Polonia, Grojec. Las autoridades zaristas se disgustaron por las medidas progresistas que aplicó y lo llevaron a juicio en 1874. Condenado, se lo expulsó de la Administración Pública y, aunque la apelación de 1880 anuló la sentencia, nunca recuperó su antiguo puesto. La expulsión de la carrera administrativa sumió a la familia en la penuria económica. En 1883, cuando Krúpskaya apenas contaba con catorce años, Konstantin Ignatievich falleció de tuberculosis.
Elizaveta Vasilevna, nacida en 1841, había tenido una juventud similar a la de su marido: miembro también de la nobleza sin tierra, había quedado huérfana de madre a los tres años y de padre a los nueve. Recogida junto con su hermana mayor —era la menor de nueve hermanos— en el Instituto Pavloski, una moderna institución de enseñanza para muchachas nobles en situación de estrechez económica, en 1858 se graduó como institutriz. Casada con Konstantin Ignatievich tras casi una década de trabajar para distintas familias pudientes, compartía con su marido el rechazo a la autocracia imperial, aunque nunca perteneció a círculos revolucionarios y era una ortodoxa devota.

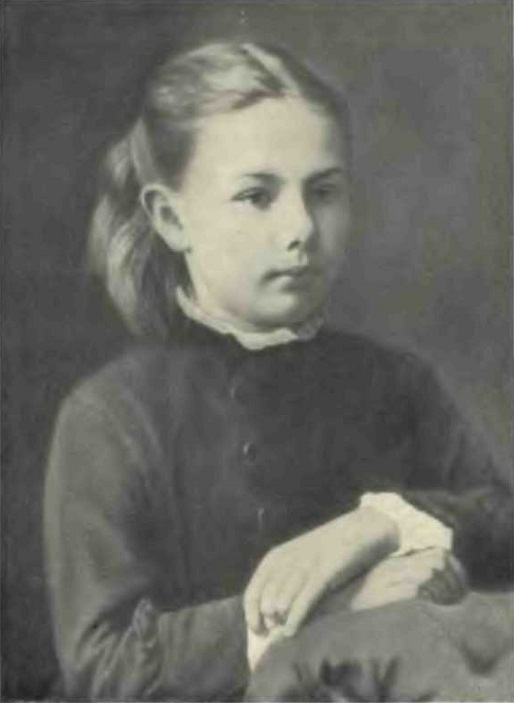
Krúpskaya en 1876, con siete años. Tras unos primeros años de vida acomodada, la expulsión de su padre de la administración pública dio comienzo a continuos traslados familiares en busca de trabajo.

Después de la condena de Konstantin Ignatievich en 1874, Krúpskaya quedó a cargo de su madre, que se puso a trabajar como institutriz, mientras aquel buscaba trabajo por su cuenta. Elizaveta Vasilevna se encargó asimismo de la educación de la niña. La expulsión de Konstantin Ignatievich de la Administración pública cambió radicalmente la infancia de Krúpskaya: de vivir en un entorno acomodado de clase media-alta pasó a partir de 1874 a una situación de inseguridad económica y continuos traslados debidos a la búsqueda de trabajo de su padre. Durante los cinco años siguientes, apenas acudió a la escuela y fue una niña solitaria, sumida a menudo en la lectura. Con once años, conoció a una joven maestra de dieciocho con inclinaciones revolucionarias y que inspiraba gran respeto a los campesinos de la zona: para Krúpskaya se convirtió en un modelo a seguir.

## Estudios, trabajo y primeras actividades subversivas
A finales de 1880, la familia se instaló finalmente en San Petersburgo y en septiembre del año siguiente Krúpskaya ingresó en un gimnasio femenino, el Gimnasio Príncipe A. A. Obolenski, en el que el ambiente favoreció el desarrollo de sus aptitudes, al contrario que en los dos anteriores, que había abandonado pronto. Estudió en el gimnasio, con notas excelentes, hasta 1887 y luego permaneció en él hasta 1891 como profesora suplente. Realizó además el año opcional que la capacitaba como maestra.
La muerte del padre en 1883 hizo que Krúpskaya y su madre tuviesen que dedicarse a impartir clases particulares y realizar algún trabajo de oficina para ganarse el sustento, pero entre las dos conseguían suficientes ingresos para llevar una vida relativamente acomodada de clase media, que disfrutaron durante una década. Entre los catorce y los veinte años, se sintió parcialmente atraída —como una sección considerable de su generación y clase social— por el movimiento tolstoyano, especialmente por su rechazo a la riqueza, pietismo religioso y su ascetismo, que Krúpskaya adoptó, aunque no por el pacifismo o la hostilidad a la tecnología. Ni tampoco  por la emancipación de la mujer, que Tolstói rechazaba.
En el otoño de 1889, ingresó en los cursos de Bestuzhev de la capital, los primeros que permitían a las mujeres rusas obtener formación de grado universitario, matriculándose en física y matemáticas, al tiempo que asistía también a conferencias de historia. Desilusionada por lo teórico de las materias a pesar de la excelencia de la enseñanza, abandonó las clases a comienzos del año siguiente. Ingresó entonces en los círculos revolucionarios de intelectuales que estaban resurgiendo en la capital tras la represión policial de la década anterior. Estas agrupaciones, formadas por intelectuales de orígenes y formación muy similar a los de la propia Krúpskaya, se dedicaban al estudio y debate de cuestiones políticas y económicas, aunque a menudo no pertenecían a una ideología particular, aunque solían ser reformistas.
El verano de 1890, se retiró como tenía costumbre al campo cercano a la capital, esta vez cargada de obras socialistas, tanto populistas como marxistas, para completar su educación revolucionaria. Por última vez, participó en algunas tareas campesinas con los habitantes del lugar, influenciada aún por las enseñanzas de Tolstói. A su regreso a San Petersburgo en el otoño, ingresó en un círculo marxista y continuó leyendo obras marxistas, de Federico Engels, pero en la primavera siguiente abandonó definitivamente todo esfuerzo de embeberse en la teoría marxista, a menudo compleja. Pasó por diversas agrupaciones socialistas tratando de encontrar una actividad revolucionaria que la satisficiese hasta que, gracias a una amiga, ingresó el 29 de agosto de 1891 en las escuelas dominicales para adultos, creadas la década anterior por algunos empresarios liberales para que los obreros que lo deseasen pudiesen adquirir una educación elemental las tardes de los domingos y otros días tras la jornada laboral. Krúpskaya pasó los cinco años siguientes, hasta 1896, dedicada intensamente a esta labor educativa, a la que se dedicaba tres días a la semana —dos noches y la tarde del domingo—. Gracias a la connivencia del empresario local, que toleraba la agitación entre los obreros, el personal de la escuela dominical estaba lleno de maestros populistas, liberales, tolstoyanos y, más adelante, marxistas.

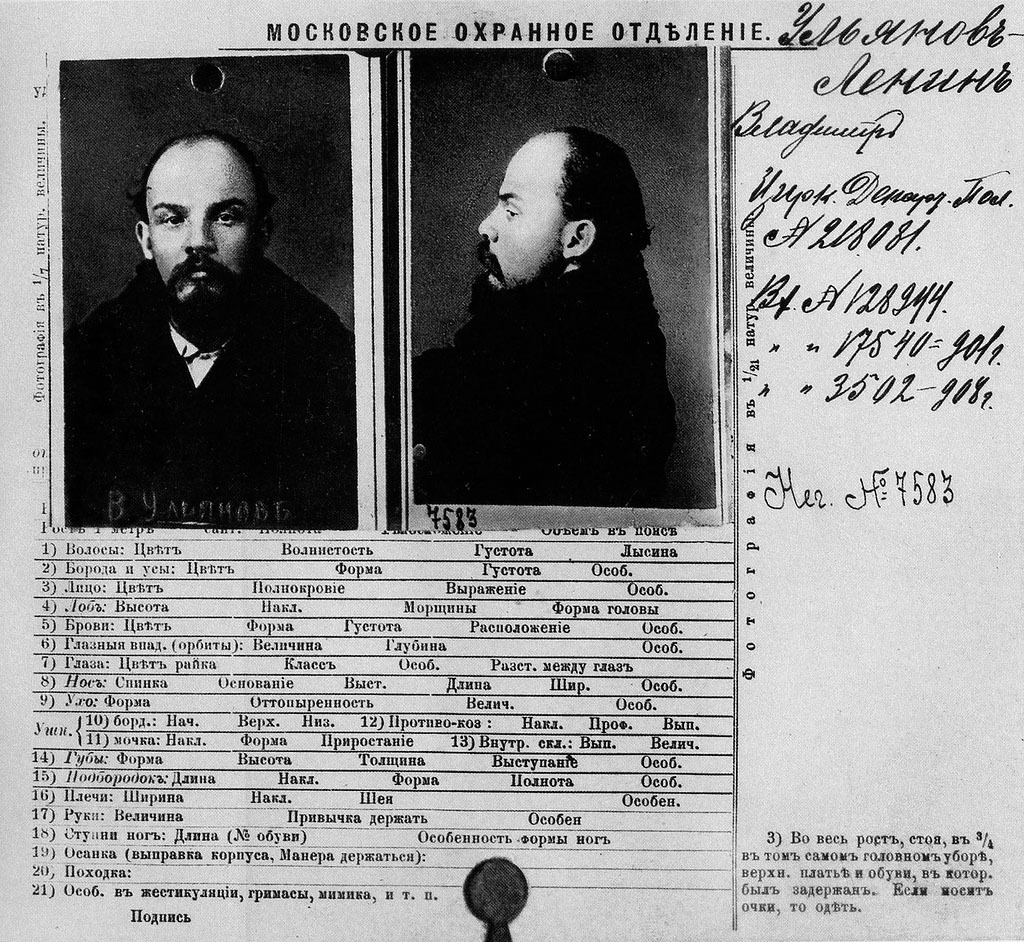
Ficha policial de Lenin creada tras su detención a finales de 1895. Krúpskaya lo conoció en febrero de 1894, pero la relación entre los dos tardó en fraguar y solo se casaron después de la condena a exilio interior de ambos en 1898.

En febrero de 1894, conoció a su futuro marido, Vladímir Ilich Uliánov —Lenin—, llegado de la región del Volga, con quien se casó tardíamente, cuatro años más tarde. En el otoño de 1895, tras doce años de trabajar como profesora particular, decidió cambiar de empleo y se hizo copista del departamento de contabilidad de la administración estatal de ferrocarriles. Sin dejar las clases para adultos, que seguía impartiendo tres veces por semana, el nuevo trabajo era menos absorbente y le dejaba más tiempo para la actividad revolucionaria.
Al mismo tiempo, el círculo marxista a que pertenecía decidió convertirse en una organización más estructurada y fomentar la agitación entre los obreros de la capital, animando a la huelga. Diecisiete de los miembros del círculo formaron el Grupo para la Lucha por la Emancipación de la Clase Obrera, encabezado informalmente por Lenin y Mártov. Krúpskaya fue uno de los cuatro miembros encargados de la agitación en el distrito obrero de Neva en San Petersburgo, con el que estaba mucho más familiarizada que muchos de sus correligionarios, todos ellos intelectuales. Entre sus tareas se encontraban las de recabar información sobre las condiciones en las fábricas que luego se pudiese emplear en los volantes del grupo y facilitar el contacto con los trabajadores, a menudo renuentes a tratar con los intelectuales.

## Detención

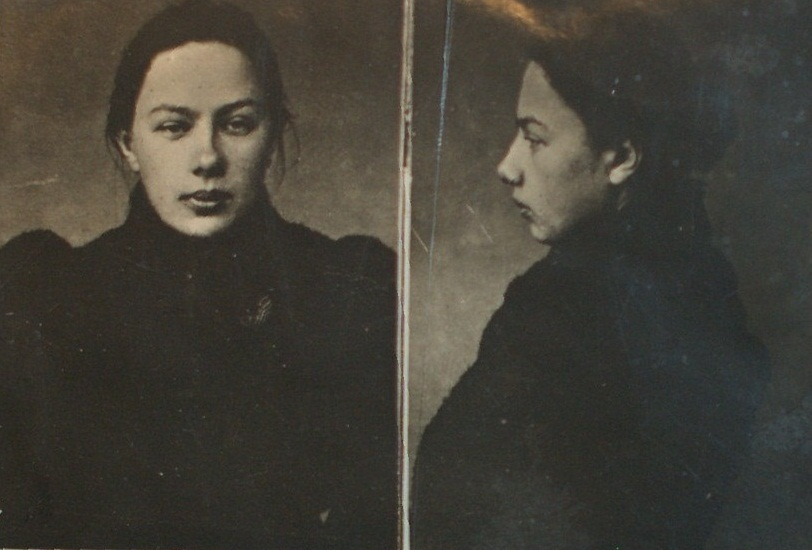
Retrato policial de Krúpskaya, tomada tras su detención en 1896 como miembro del Grupo para la Lucha por la Emancipación de la Clase Obrera.

Si bien el dentista confidente de la policía que había denunciado a la mayoría del Grupo para la Lucha por la Emancipación de la Clase Obrera no había identificado a Krúpskaya como miembro de este, otro agente de la policía, que se hacía pasar por artesano en un taller metalúrgico, acabó por denunciarla por aceptar enviarle a un intelectual socialista para que dirigiese un círculo clandestino de estudio para obreros. La policía la detuvo el 12 de agosto de 1896. A pesar de la delación de otro miembro de la organización, se la puso en libertad el 10 de octubre, pero se la volvió a apresar casi de inmediato, el 28 del mismo mes, después de que respaldase una huelga obrera en Kostroma. Trató en vano de negar su pertenencia a la organización subversiva, pero el testimonio de dos obreros que habían asistido a sus clases reforzó las sospechas de la policía. Así, la mantuvieron en prisión provisional a pesar de su mala salud —sufría de una enfermedad de tiroides que, entre otros síntomas, le daba a sus ojos aspecto de saltones— hasta el 12 de marzo de 1897 cuando, tras el suicidio de otra presa que se prendió fuego, las autoridades decidieron poner en libertad con cargos a las arrestadas que se hallaban enfermas.
Su caso se resolvió finalmente el 30 de marzo de 1898, un año más tarde de su puesta libertad vigilada —las autoridades le permitieron residir en la capital y más tarde veranear en el campo para recuperar la salud, tiempo en el que intentó no contactar con Lenin—. A principios de enero, cuando se empezó a rumorear que sería condenada a pasar tres años de exilio interior en el norte de Rusia, acordó con Lenin declarar ante las autoridades que era su novia formal para poder pasar el exilio junto a él. Inquieta por el futuro de su hija dada la posibilidad de que el noviazgo no fuese más que una treta para engañar a las autoridades y no uno real, la madre de Krúpskaya decidió acompañarla al exilio. Tras tres meses de retraso, las autoridades accedieron a la petición de Lenin y Krúpskaya de compartir el exilio en Shúshenskoye, con la condición de que se casasen en cuanto Krúpskaya llegase a la localidad. Con cierta indiferencia, esta aceptó casarse. Antes de partir hacia Siberia junto con su madre cargada de libros solicitados por Lenin a mediados de abril, aceptó por su cuenta un encargo de traducción al ruso de la Historia del sindicalismo de Beatrice Webb, convencida con razón de que a Lenin le vendrían bien los ingresos de este encargo de Piotr Struve, por aquel entonces aún marxista. De camino —las autoridades permitieron a las dos mujeres viajar por su cuenta a su lugar de exilio—, visitaron en Moscú a la futura suegra, la madre de Lenin, que mantuvo siempre una actitud solícita pero reservada hacia Krúpskaya.

## Exilio siberiano

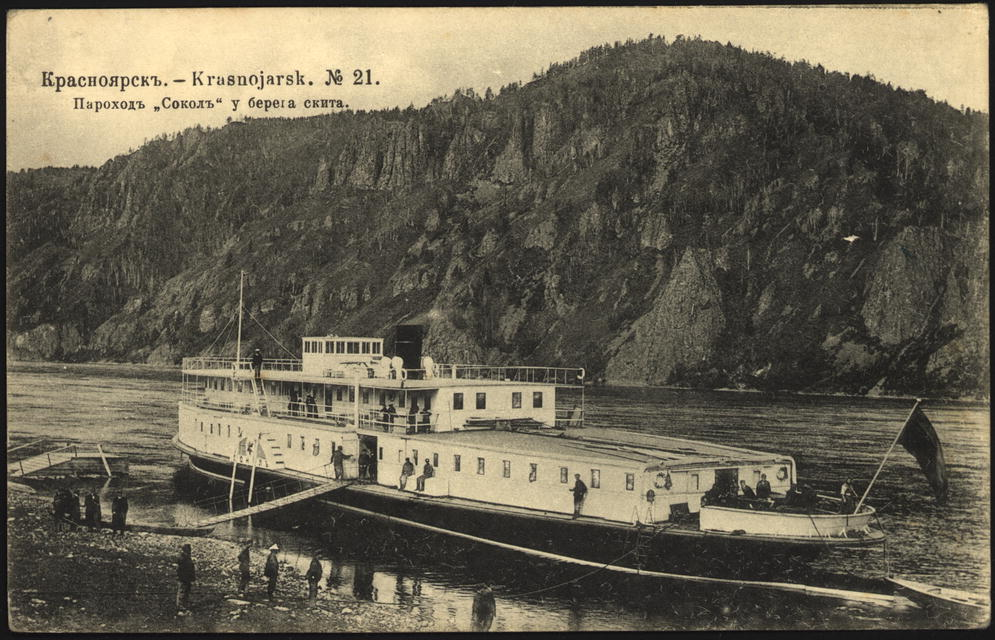
Barco del río Yeniséi a comienzos del siglo xx. El río era la vía de comunicación de la remota Shúshenskoye, donde Krúpskaya y Lenin pasaron su exilio interior, con Krasnoyarsk y el mundo exterior.

Tras un viaje sin incidentes, Krúpskaya y su madre llegaron a Krasnoyarsk, donde esperaron una semana a que comenzase el servicio fluvial por el río Yeniséi para evitar en lo posible viajar en carro. La noche del 7 de mayo, alcanzaron por fin Shúshenskoye. Después de nuevos retrasos debidos a la burocracia, la boda religiosa —el único tipo reconocido en el imperio— entre Krúpskaya y Lenin tuvo lugar el 10 de julio en la iglesia parroquial de la localidad. El año y medio siguiente estuvo entre los más tranquilos que vivió la pareja, aislada en la pequeña población de mil trescientos habitantes donde reinaba la monotonía. Krúpskaya y Lenin intercalaban las actividades en la naturaleza con su trabajo literario. Krúpskaya trabajó junto con su esposo en la traducción de la obra de los Webb como había acordado con Struve y como copista y revisora crítica del Desarrollo del capitalismo en Rusia, que Lenin escribió en Siberia y que se envió a publicar en febrero de 1899. En esa época escribió su primera obra, La mujer trabajadora, un folleto propagandístico redactado en lenguaje sencillo y dirigido a las mujeres trabajadoras en el que Krúpskaya defendía el carácter liberador del trabajo femenino y propugnaba la implantación del socialismo como única manera de acabar definitivamente con la discriminación de la mujer. La obrilla acabó publicándose primero en Alemania en 1901, más tarde en Rusia en 1905 y reeditándose en varias ocasiones tras la Revolución de Octubre. Durante esta época, adoptó las ideas de Lenin en las distintas disputas intestinas surgidas entre las diversas corrientes socialistas.
El 30 de enero de 1900, Lenin, Krúpskaya y la madre de esta abandonaron por fin Shúshenskoye, se dirigieron a Krasnoyarsk, donde tomaron el ferrocarril transiberiano y se trasladaron a Ufá, donde Krúpskaya debía completar su condena de exilio interior. Lenin trató en vano de que se le permitiese residir en Pskov y en marzo solicitó infructuosamente regresar desde esta localidad a Ufá para acompañarla cuando cayó enferma; las autoridades solo permitieron el viaje en junio, cuando su madre se ofreció a acompañarlo. Partió Lenin a Europa occidental en julio cuando Krúpskaya mejoró, esta pasó los meses que le quedaban de exilio en la aburrida localidad impartiendo nuevamente clases a los niños de una familia acomodada. Trató además de continuar mejorando su conocimiento de idiomas —alemán, francés y polaco— y de realizar alguna propaganda política discretamente. El 11 de marzo de 1901, terminó su exilio y se le entregó un pasaporte para que pudiese viajar al extranjero, adonde partió pocos días más tarde. Tras buscar a Lenin en vano en Praga donde había fingido residir para despistar a la policía, se reunió con él en Múnich.

## Primer exilio europeo

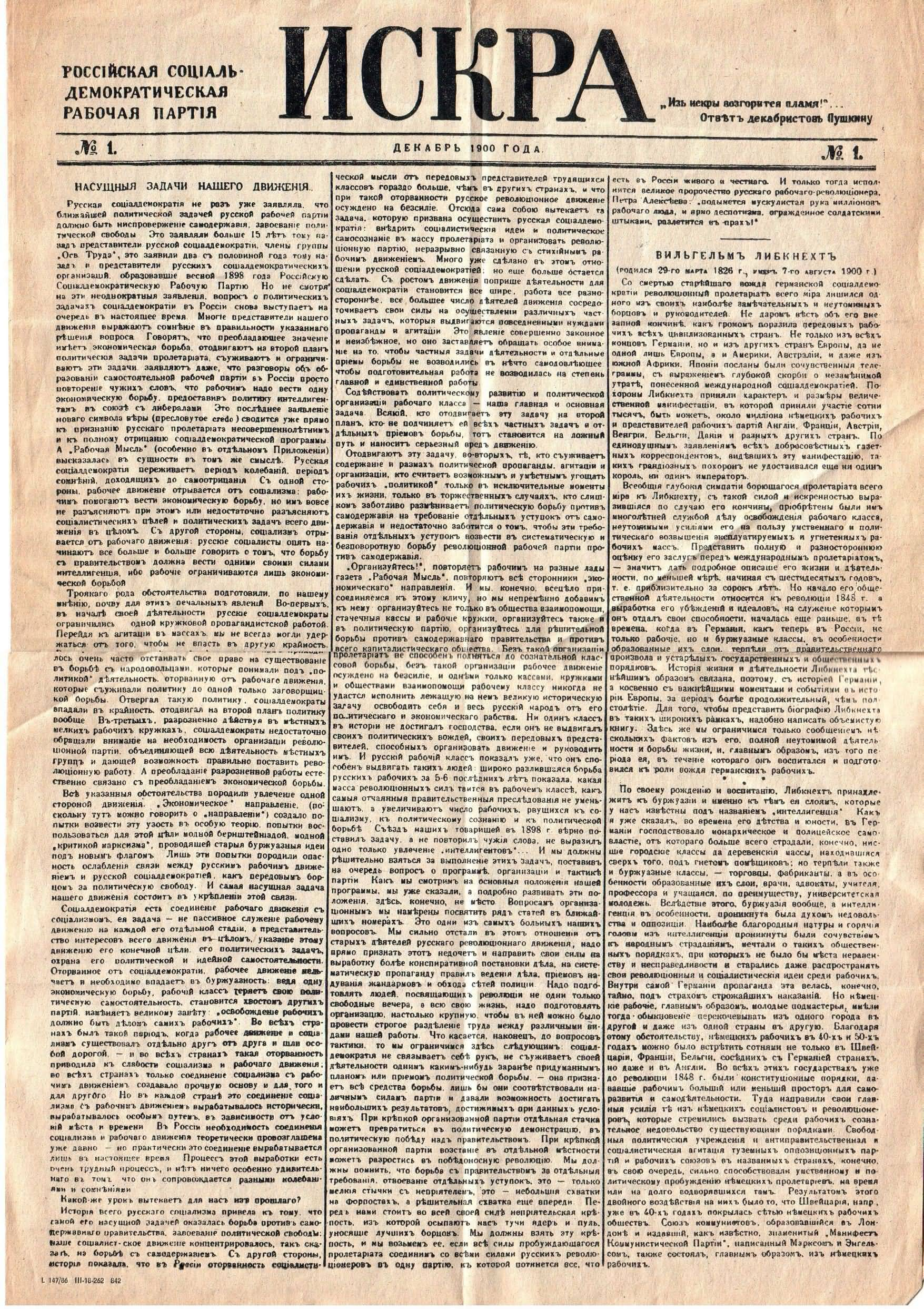
Iskra, publicación fundada para aglutinar a los grupos marxistas rusos en el nuevo Partido Obrero Socialdemócrata de Rusia. Krúpskaya fue su secretaria hasta diciembre de 1903, encargada de la distribución, clandestina.

De abril de 1901 a noviembre de 1905, vivió junto a Lenin en Múnich, Londres y Ginebra. Gracias tanto a la ayuda familiar como a los fondos del partido, vivieron sin penurias, a diferencia de otros exiliados. A pesar de los momentos de ocio —especialmente el senderismo, que la pareja practicaba con cierta asiduidad—, el exilio no resultó placentero para Krúpskaya, que carecía de espíritu cosmopolita y tenía grandes dificultades para relacionarse fuera del círculo de emigrantes. Dentro de este, mantuvo estrechas relaciones en especial con Vera Zasúlich y Yuli Mártov, redactores de Iskra, publicación de la que Krúpskaya se convirtió en secretaria. En septiembre y octubre de 1901, tuvo la satisfacción de conocer a uno de los fundadores del marxismo ruso —y miembro también de la junta editorial de Iskra—, Gueorgui Plejánov. En este primer periodo de exilio europeo, Krúpskaya mantuvo una gran cercanía con Lenin, con el que compartía tanto el trabajo como los momentos de ocio.
Como secretaria de Iskra, Krúpskaya coordinaba la distribución clandestina de la publicación en Rusia, una tarea de gran importancia a menudo subestimada por la mayoría de la junta editorial, enfrascada en las discusiones de teoría política. Organizaba con notable eficacia a unos treinta o cuarenta agentes encargados de la red de distribución, a pesar de su nula preparación previa para esta tarea. Era la persona que comunicaba a la junta editorial con la organización clandestina en Rusia. Abandonó este puesto en diciembre de 1903.
Preparó un importante informe sobre la organización clandestina de Iskra en Rusia que Mártov debía haber presentado en nombre de la junta editorial en el II Congreso del POSDR, pero que la disputa entre fracciones dejó inédito hasta 1928. La tensión entre antiguos camaradas durante el congreso —al que asistió sin voto efectivo— fue tal para Krúpskaya que cayó enferma. Si bien en el congreso su papel fue marginal, no sucedió lo mismo en las agrias disputas entre bolcheviques y mencheviques que lo siguieron. Después del abandono de Lenin de Iskra a mediados de octubre de 1903 por el deseo de Plejánov de readmitir a los editores apartados durante el congreso del partido, Krúpskaya permaneció dos meses más como secretaria de la publicación. Los mencheviques, conocedores de su control sobre la distribución del periódico y temiendo que la sabotease si la expulsaban del puesto, trataron de hacerse con la información necesaria para dominar la distribución colocándole una ayudante, momento en el que Krúpskaya abandonó el cargo, sin que ello acabase con los altercados por la posesión de la información necesaria para gestionar la distribución del periódico.
Tras la ruptura del POSDR durante el segundo congreso, Krúpskaya quedó temporalmente como secretaria de la sección en el extranjero del comité central, organismo desde el que Lenin trataba de mantener el control del partido una vez que hubo perdido el dominio de Iskra por el deseo de Plejánov de reconciliarse con los dirigentes mencheviques. En este puesto, Krúpskaya controlaba la correspondencia entre Rusia y los organismos del partido y alentaba a los comités rusos a adoptar las posiciones de Lenin. La pérdida de poder de Lenin en el comité central hacia mediados de 1904 por los deseos de conciliación incluso de sus partidarios hizo que Krúpskaya quedase relevada de sus tareas de secretaria de la oficina en el extranjero del comité central. Por entonces, el agotamiento de Lenin por las tensiones en el partido aconsejó unas largas vacaciones, que el matrimonio pasó recorriendo parte de Suiza a pie. En estos primeros meses de luchas intestinas en el POSDR, Krúpskaya se decantó claramente por la posición de su marido, aunque no realizó en general ataques personales contra los nuevos rivales, antiguos camaradas de Iskra —salvo a Trotski, con el que nunca mantuvo buenas relaciones—. A finales de 1904, Lenin, con el apoyo de algunos comités rusos y de emigrados como Aleksandr Bogdánov, fundó un nuevo periódico (Vperiod) para aglutinar a sus partidarios y se nombró a Krúpskaya secretaria de la nueva publicación. Como ya había ocurrido con Iskra, quedó encargada de coordinar la distribución, la correspondencia clandestina con los agentes bolcheviques y, además, de la obtención de financiación, que no provenía del partido, controlado por los mencheviques.
Participó en el III Congreso del POSDR de la primavera de 1905, para informar de la situación en Rusia gracias a la correspondencia que recibía como coordinadora de la distribución de Vperiod y para redactar la versión definitiva de las actas del congreso.

## Revolución de 1905
Regresó a Rusia en noviembre de 1905, pocos días después que lo hiciese Lenin, cruzando Alemania, Suecia y Finlandia —entonces parte autónoma del Imperio ruso—. Los dos regresaron legalmente a Rusia, pero pronto pasaron a la clandestinidad, aunque sin realizar grandes esfuerzos por evitar una posible detención. A los nueve meses de regresar a San Petersburgo, la pareja se trasladó a territorio finlandés, a una casa de campo cercana a la frontera, considerada más segura que la capital rusa. Krúpskaya siguió acudiendo a la ciudad como enlace entre Lenin y sus partidarios, tarea que realizó durante casi un año, a pesar de la vigilancia policial —una de sus ayudantes era una agente encubierta de la policía zarista—. Además de secretaria del comité central para la fracción bolchevique del POSDR hasta finales de 1905, las tareas de Krúpskaya incluían la coordinación de los camaradas que acudían a la capital desde las provincias o a visitar a Lenin, así como el conseguir documentación falsa y literatura subversiva para su distribución. Su tarea más importante, sin embargo, era el control de las finanzas bolcheviques.
Cuando Lenin volvió a publicar un periódico propio —nuevamente llamado Proletarii— a partir de agosto de 1906, Krúpskaya quedó nuevamente encargada de sus distribución desde Finlandia. Se encargó asimismo de coordinar el viaje de varios de los delegados al V Congreso del partido, que se celebró en Londres a finales de la primavera de 1907. A finales de año, restablecida la autoridad zarista en el país, Lenin y Krúpskaya decidieron volver a exiliarse. Mientras Lenin pasaba a Suecia, Krúpskaya quedó encargada de destruir los archivos principales, regresó a San Petersburgo para encontrar alojamiento para su madre, y partió luego también al exilio.

## Segundo exilio europeo
Krúpskaya y Lenin retomaron su odiado exilio en Suiza, más deprimente esta vez por el fracaso de la revolución en Rusia. Krúpskaya recuperó su puesto como secretaria de Proletarii, cuya distribución afrontaba cada vez más dificultades por la eficiente persecución policial zarista. En el verano de 1908, mientras Lenin acudía a Capri a visitar a Máximo Gorki y a discutir con los bolcheviques de izquierda, Krúpskaya permaneció en Ginebra y retomó el estudio del francés y de la pedagogía, abandonada durante diez años. En diciembre, se trasladó con Lenin a París, donde residió hasta mediados de 1912. Durante los primeros años de este segundo exilio, Lenin viajó a menudo para acudir a conferencias políticas y congresos, sin Krúpskaya. Esta permanecía en París, coordinando las tareas del partido y cuidando de su anciana madre. Entre el verano de 1911 y el de 1912, Inessa Armand, probable amante de Lenin para disgusto de Krúpskaya, tomó las tareas principales de coordinación de las organizaciones de emigrantes, mientras que esta quedó como responsable de Rabochaia Gazeta  (La gaceta obrera), el nuevo periódico leninista, una labor menor.
En julio de 1912, el matrimonio se mudó a la Polonia austrohúngara. En Cracovia, más del gusto de ambos que París por su parecido con Rusia, Krúpskaya continuó con sus tareas de secretaria y contable del partido. Era, de manera oficiosa, la secretaria del comité central del partido surgido de la conferencia de Praga de 1912, que había dividido en la práctica el POSDR en dos. Se encargaba de la correspondencia con las células del partido, la obtención de documentación falsa, el alojamiento de los miembros del comité central que visitaban a Lenin y participaba además en las reuniones del comité central. Dada la crisis de la red clandestina del partido por la eficacia de la acción policial en Rusia, Krúpskaya tuvo que concentrarse no en esta, muy debilitada, sino en la coordinación de Pravda, publicación permitida por las autoridades rusas.
A la creciente incapacidad de su madre se unió para Krúpskaya la necesidad de encargarse de las tareas domésticas y su mala salud. Desde 1913 comenzó a manifestarse cada vez con mayor virulencia la enfermedad de Graves-Basedow —una enfermedad tiroidea—, que se reflejaba en cansancio general, palpitaciones y temblores, que le complicaban trabajar. Después de tratamientos eléctricos y reposo en las montañas que no surtieron efecto, Lenin insistió en trasladarla a Berna para que la operase un premio Nobel, el doctor Theodor Kocher, que finalmente lo hizo el 23 de junio. Krúpskaya sobrevivió veinticinco años más, pero sus palpitaciones no desaparecieron; en 1914 se negó a volver a operarse y cambió de médico, que recomendó reposo.
Cuando estalló la Primera Guerra Mundial, Lenin fue detenido por las autoridades austriacas y Krúpskaya tuvo que buscar la intercesión del socialista moderado Víctor Adler para evitar una posible ejecución y conseguir su liberación. Después de dos semanas de calabozo, Lenin fue liberado y el matrimonio, acompañado por la madre de Krúpskaya ya muy anciana y senil, partió nuevamente a Suiza. Se trataba de la tercera estancia en este país, que duró de agosto de 1914 a abril de 1917 y resultó la más dura: al aislamiento político de Lenin se unió la mala salud intermitente de Krúpskaya y la muerte de las madres de ambos, importantes sostenes económicos de la pareja.
Retomando su antiguo interés por la pedagogía, se formó de manera autodidacta, tratando de ponerse al día en las teorías educativas del momento. Admiradora de la modernización de la escuela y de los modelos progresistas alemanes y estadounidenses, criticaba el formalismo, la rutina y las enseñanzas excesivamente teóricas y abogaba por la educación mixta y el control local de los colegios. En 1915, escribió su obra más larga, en la que expuso los puntos principales de su concepto de educación socialista, que defendió hasta su muerte: Educación pública y democracia. En ella Krúpskaya defendía la necesidad de la actividad física en las escuelas, la inculcación de una actitud de moralidad hacia el trabajo y la abolición de la especialización. El objetivo de sus estudios era definir el modelo de escuela socialista, basado en lo que consideraba los mejores modelos disponibles en aquel momento.
También en 1915, en marzo, asistió junto con Armand a un congreso de mujeres socialistas que se celebró en Berna en la que las mociones izquierdistas salieron derrotadas, para disgusto de ambas. Durante esta época, recuperó su puesto como secretaria del partido y del importante Comité de Organizaciones de Emigrantes, desde el que trató de atraer a estas a la posición internacionalista, antibélica y prorrevolucionaria de Lenin. Era asimismo secretaria de la Comisión para la Ayuda a los Prisioneros de Guerra Rusos, una organización propagandística bolchevique que agitaba entre los prisioneros de guerra con la aquiescencia tácita de los Imperios Centrales. Krúpskaya coordinaba el envío de material a cincuenta agentes en unos veinte campos de prisioneros.

## Periodo revolucionario y guerra civil

### Moderación política y tareas educativas en Petrogrado
Regresó a Petrogrado junto a Lenin y otros socialistas el 3 de abriljul./ 16 de abril de 1917greg., donde la recibió oficialmente Aleksandra Kolontái. Durante gran parte de 1917, adoptó una posición más moderada que la planteada por Lenin en sus «tesis de abril». A finales de abril, abandonó toda tarea de coordinación y organización, en la que había quedado postergada por la secretaria oficial del partido a pesar de la menor experiencia de esta, y se enfrascó en labores de organización de la juventud y promoción de la educación. En las elecciones municipales de principios de junio, obtuvo una concejalía en el distrito obrero de Vyborg, situado al norte de Petrogrado y con mayoría bolchevique, e ingresó en el comité del distrito como encargada de instrucción pública. Desde entonces hasta la Revolución de Octubre, se dedicó a fomentar y mejorar la educación en el distrito capitalino, aumentando y mejorando las instalaciones educativas y culturales locales.
Tras las Jornadas de Julio, ayudó a Lenin —con el que mantenía escasos contactos por la diferencia de actividades de cada uno en la capital— a escapar de la ciudad y fue detenida brevemente por las autoridades que lo buscaban. Participó en el VI Congreso del partido, pero no tuvo en él un papel relevante. Durante la Revolución de Octubre, a la que no se opuso aunque no parece que apoyase con entusiasmo, acudió tardíamente al Instituto Smolny, pero no participó en las principales acciones de la noche.

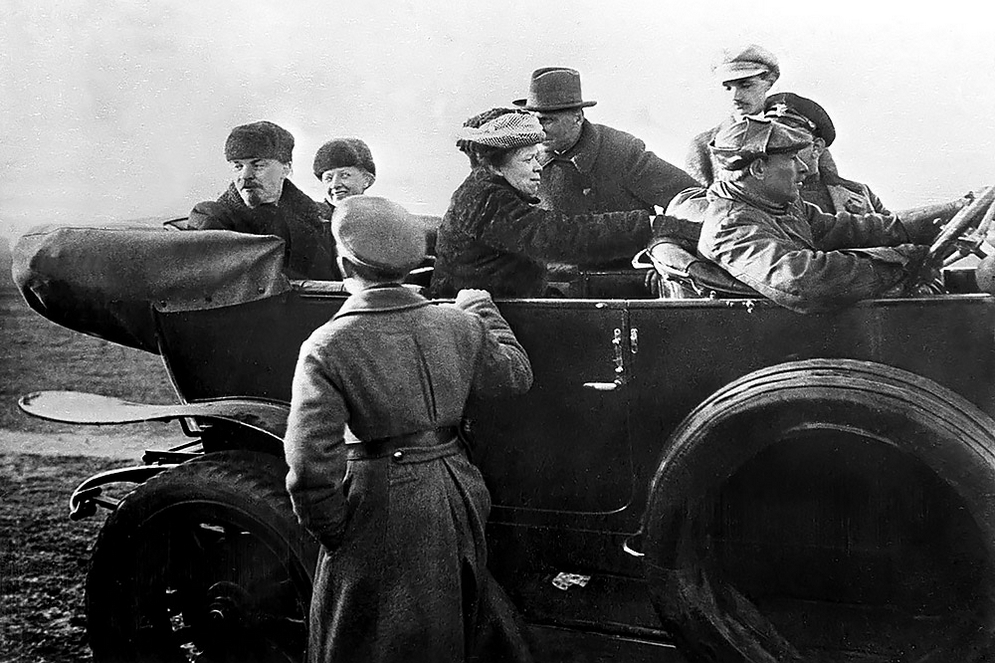
Krúpskaya, segunda por la izquierda, junto a Lenin, en una de sus escasas apariciones ceremoniales junto a este como «primera dama».

Una vez tomado el poder por los bolcheviques, algunos medios extranjeros comenzaron a llamarla first lady, por ser la esposa del nuevo jefe del Estado soviético, apelativo que Lenin adoptó en tono de burla. En realidad, Krúpskaya rara vez desempeñó el papel protocolario de esposa del jefe del Estado. Durante los últimos meses de 1917, ni siquiera vivió con él —instalado temporalmente en el Instituto Smolny— y sus apariciones públicas juntos fueron escasas. Una de estas ocasiones fue la ceremonia de apertura de la efímera Asamblea Constituyente.
En marzo de 1918, la pareja se trasladó a Moscú, primero a unas habitaciones del hotel Nacional y más tarde a otras del Kremlin —cuatro habitaciones compartidas con Lenin y la hermana de este, María—, donde pasó el resto de su vida —fue el único período en el que contó con una residencia estable—.
En vez de dedicarse a tareas ceremoniales, Krúpskaya se entregó completamente a la instauración de una nueva educación pública socialista, que debía acabar con el analfabetismo, lograr la emancipación de la mujer, extender la red de bibliotecas, favorecer el movimiento juvenil comunista y la educación continua de los adultos, acabar con la religión y mejorar la propaganda política. A pesar de su inexperiencia tanto como escritora como oradora, a partir de entonces comenzó a publicar —con escaso talento literario y una marcada tendencia a la repetición— y a divulgar en público su ideario educativo. La colección soviética de sus escritos —a menudo artículos—, ocupa ochenta y cuatro tomos. La mayoría de sus escritos en vida de Lenin se limitaban a asuntos educativos, publicados tanto en diversos periódicos que controlaba como en Pravda.

### En la Comisaría de Educación

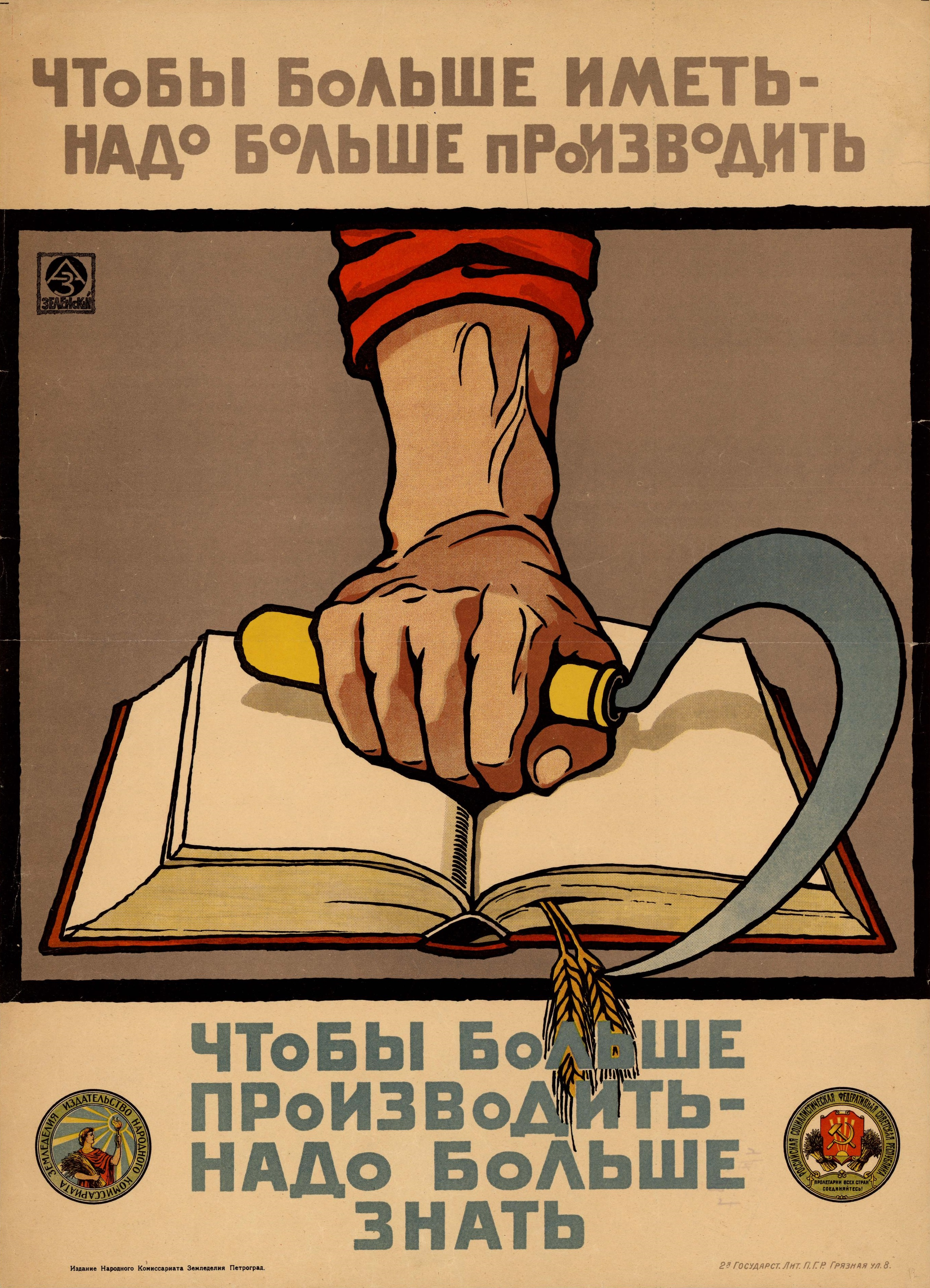
Cartel soviético en favor de la alfabetización. Krúpskaya presidió la sección de la Comisaría de Educación dedicada a la educación de adultos y trató de poner en marcha una profunda reforma educativa, primero favoreciendo las libertades civiles y la autonomía local de los colegios y más tarde por métodos más autoritarios y mayor control central.

Su experiencia como gestora, su conocimiento en educación, su veteranía en el partido y la escasez de cuadros de este le permitieron obtener, a pesar de su reticencia, la jefatura de la sección de educación para adultos de la Comisaría de Educación (Narkompros), dirigida por Anatoli Lunacharski, con el que colaboró estrechamente en favor de la reforma de la instrucción pública. En marzo de 1918, Krúpskaya ingresó en la presidencia colegiada de la comisaría y hasta mayo ostentó el cargo de vicecomisaria. Muy industriosa, sus colegas del ministerio tenían que engañarla para que no acudiese a trabajar los sábados y en ocasiones solo la llamada de Lenin desde el Kremlin, que se negaba a cenar sin ella, la hacía abandonar el trabajo. En el verano de 1919, se la envió a una misión de propaganda entre las tropas que combatían en el frente del Volga con el fin de que descansase, pero la continua actividad le produjo un ataque cardíaco, del que no se recuperó del todo hasta el otoño. La mala salud la obligó a descansar varias semanas más a finales de año. En el ministerio, se forjó fama de accesible y fue objeto de diversas peticiones de ayuda, que trataba de hacer llegar a Lenin para que este intercediese en favor de los peticionarios.
Su tarea de instaurar una nueva educación socialista, completa, universal y sin discriminaciones tuvo que enfrentarse a la dura realidad del momento: la destrucción causada por la guerra mundial y la civil, la escasez de profesores y su hostilidad al nuevo régimen, la falta de escuelas y de material escolar y el amplio analfabetismo. Como resultado de la guerra civil, abandonó la defensa de las libertades civiles y la tolerancia política que habían caracterizado los primeros meses en la Administración Pública. En 1918 aún defendía la libertad de conciencia de los maestros y se oponía a su purga por los sóviets locales y se mostraba contraria a la represión de la checa del sindicatos de profesores, hostil a los bolcheviques. Abogaba por el control local de las escuelas, libre de todo dominio del Estado central. Propugnaba el establecimiento de sóviets educativos locales, separados de los sóviets habituales, que debían controlar las escuelas locales y que estarían formados por grupos interesados en la educación, como los profesores o los sindicatos. En 1919, se opuso a la censura de autores considerados burgueses y al establecimiento de un organismo ministerial que controlase la producción literaria nacional. A mediados de 1919, sus sueños reformistas basadas en la acción popular estaban dando paso a la desilusión y al convencimiento de la necesidad de que la autoridad central interviniese en la educación. El vago sistema de educación integral que defendía, llamado «politecnicismo», fracasó en los dos primeros años de gobierno bolchevique, tanto por la falta de un programa claro de reforma y de medios para aplicarlo como por la grave situación rusa debida a la guerra civil y el hundimiento de la economía. Krúpskaya buscó en vano el apoyo de Lenin a su programa reformista: este, consciente de la gravedad de la situación económica, prefirió respaldar la formación acelerada de profesionales instruidos según los antiguos métodos y postergar la reforma educativa. En 1920 su actitud ya había cambiado: a la preferencia original por la autonomía local en educación le sucedió el convencimiento de la necesidad de un control centralizado y al rechazo a la censura literaria, tres decretos promulgados entre ese año y 1924 purgando las bibliotecas soviéticas. La preocupación por la eficiencia de la administración central educativa sustituyó al hincapié inicial en la autonomía local. Krúpskaya esperaba reformar la administración educativa gracias al asesoramiento de expertos estadounidenses y a la experiencia del anterior Ministerio de Educación zarista.
Durante un corto periodo de tiempo durante la guerra civil, logró concentrar en su departamento (el Glavpolitprosvet, acrónimo de Comité Principal para la Instrucción Política), gran parte de la propaganda del partido, considerada parte de la educación general. Sin embargo, el Glavpolitprosvet quedó muy reducido durante 1921 y 1922, debido a los recortes presupuestarios necesarios para reducir el gasto estatal en un momento de grave crisis económica y hambruna. Krúpskaya se mantuvo al frente del organismo hasta su desaparición en 1930, pero este nunca recuperó su anterior importancia y este revés puso fin a su carrera dentro de los puestos más importantes de la burocracia soviética.
Sus escritos pedagógicos abarcan amplios aspectos educativos, incluyendo la organización de las escuelas, los currículos lectivos, la formación del profesorado, la educación de adultos, la eliminación del analfabetismo, la formación infantil y los grupos de juventudes. Se la considera una de las principales organizadoras del sistema de educación socialista y una destacada historiadora de la evolución de las teorías educativas. La educación primaria obligatoria en la URSS, implantada en 1925, redujo notablemente el número de analfabetos. Durante la época en que trabajó en el ministerio se produjeron considerables avances educativos: entre 1920 y 1940 sesenta millones de adultos aprendieron a leer y a escribir, la red de escuelas primarias —con el doble de alumnos en 1929 que en 1914— se amplió sensiblemente y el número de idiomas con obras publicadas creció hasta los ciento cuatro en 1934. Abogó además por facilitar la educación autodidacta y extender la secundaria, para lo que se fundaron nuevos centros nocturnos. Tuvo asimismo un importante papel en la extensión de la red de bibliotecas soviéticas —había estudiado el funcionamiento de importantes bibliotecas públicas europeas durante su exilio—, instituciones escasas durante el anterior periodo imperial que crecieron notablemente en número durante las dos primeras décadas de gobierno comunista.

## Enfermedad y muerte de Lenin

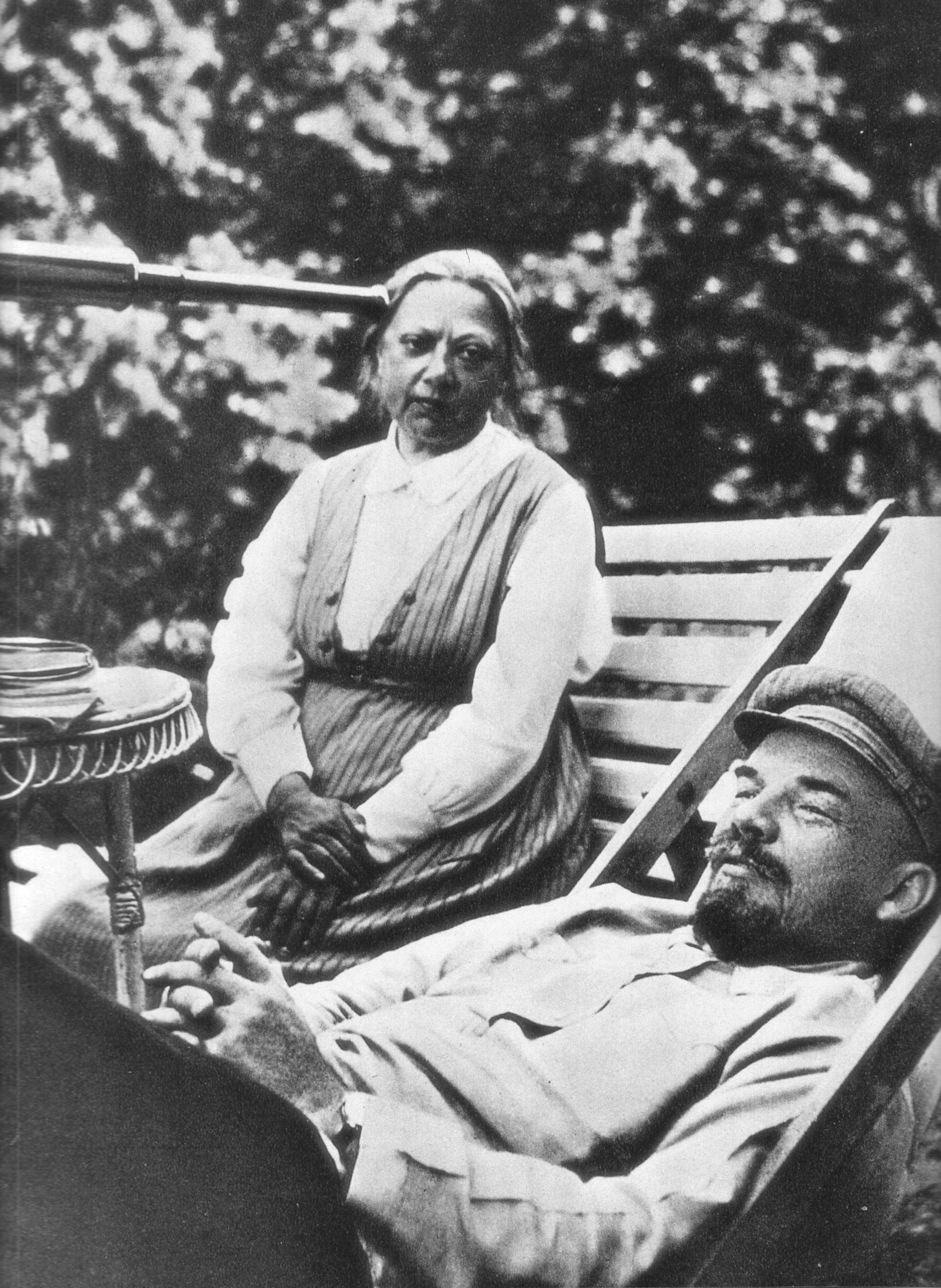
Krúpskaya junto a Lenin, convaleciente del infarto cerebral de mayo de 1922. La pareja se retiró a Gorki hasta octubre y Krúpskaya redujo notablemente la actividad política hasta entonces.

La enfermedad de Lenin en mayo de 1922 redujo notablemente su actividad política hasta el otoño, ya que dejó gran parte de las tareas en el ministerio para acompañarlo en Gorki. La principal actividad política se limitó a ciertas visitas de centros educativos cercanos y la redacción de algunos artículos. Regresó a Moscú con Lenin el 2 de octubre y, durante las nueve semanas siguientes que precedieron al nuevo ataque de este, asistió a diversos congreso (uno de la Comintern, otro del Komsomol y otro de propagandistas). En esta época comenzó a interesarse por el movimiento juvenil comunista (Komsomol).
En mitad de su nueva campaña de reforma del partido, Lenin sufrió una nueva serie de infartos que limitaron su actividad política hasta la primavera de 1923. Los médicos recomendaron reposo total, pero Lenin deseaba continuar con la actividad política; Krúpskaya mantuvo una actitud vacilante entre los deseos de su marido de evitar su aislamiento político forzoso y los consejos médicos que lo recomendaban. El politburó asignó a Stalin la responsabilidad de velar por el cuidado de Lenin. Durante la enfermedad, mantuvo una actitud ambigua acerca de la actividad política de Lenin: por un lado, trató de que no se agobiase en exceso y que esto perjudicase su recuperación pero, ante la insistencia de este por mantener cierta labor, colaboró en la redacción de sus últimos artículos, que en conjunto se conocen como el «testamento de Lenin».
Se encontraba junto a Lenin la madrugada del 21 de enero de 1924, cuando falleció tras un repentino empeoramiento de su estado después de semanas de mejoría. El día anterior, Krúpskaya había acabado de leerle las conclusiones de la XIII Conferencia del partido, que preocupaban a su esposo y que había tratado de mezclar con lecturas más ligeras. La muerte de Lenin, ocurrida apenas seis meses después de cumplirse los veinticinco años de matrimonio, afectó profundamente a Krúpskaya, privada de su compañero personal y guía político. Aunque no ambicionaba los principales puestos políticos, su convencimiento de ser la que mejor comprendía las ideas de Lenin, que consideraba cruciales para el triunfo del comunismo al que había dedicado su vida, le hizo entregarse a la política nacional. Los diversos dirigentes que se disputaron el poder a la muerte del caudillo bolchevique trataron de granjearse su apoyo como símbolo —la esposa del dirigente fallecido— sin por ello atender a sus ideas políticas.

## En las disputa por el poder en la URSS
Insegura sobre la actitud que Lenin hubiese adoptado en la política nacional, acabó por secundar a Stalin, no por cercanía a este, sino como aparente representante del partido, que Krúpskaya consideraba esencial para el mantenimiento del ideario político de Lenin. Como viuda convencida de la importancia de los gestos políticos del momento, participó en las honras fúnebres a Lenin, a las que acudió el politburó en pleno salvo Trotski —que reposaba de unas fiebres en el Cáucaso—. La ceremonia, que incluyó la presentación del cadáver en el Salón de Columnas moscovita, debía establecer la autoridad moral de Krúpskaya como referente política del leninismo.
En la disputa por el poder que siguió a la incapacitación de Lenin por su arterioesclerosis cerebral a finales de 1923 y comenzó a enfrentar al triunvirato formado por Stalin, Zinóviev y Kámenev —que controlaba la estructura del partido— con Trotski y una serie de figuras secundarias del partido, Krúpskaya respaldó al primero, en parte por su antigua cercanía a Zinóviev y Kámenev, compañeros durante su segundo exilio. En enero de 1924, en un discurso, expresó un claro paralelismo entre la oposición al triunvirato y los mencheviques y sobre la necesidad de reforzar el aparato del partido, declaraciones que favorecían claramente a Stalin y sus aliados. A comienzos de año, trató, empero, de reconciliarse con Trotski para facilitar la publicación del «testamento» de Lenin, que favorecía a este, pero Trotski no respondió a la carta de Krúpskaya. Krúpskaya retomó casi de inmediato su intensa actividad en el Ministerio de Educación y descuidó la preparación de la presentación de los últimos escritos de Lenin al congreso del partido; únicamente a mediados de mayo, en vísperas del congreso, envió los escritos a Kámenev, confiando en que este se encargaría de presentarlos, en especial las críticas a los principales dirigentes y, de manera principal, las vertidas contra Stalin. En realidad, los escritos se presentaron a una comisión interna que se limitó a compartirlo con un grupo selecto de delegados, no con el pleno del congreso. Esta asamblea decidió no presentarlos enteros al congreso y no incluirlos en las actas de este. En el congreso, el decimotercero, Krúpskaya recibió diversos cargos, entre ellos un puesto en la Comisión Central de Control y logró suprimir temporalmente el duro ataque de la corriente principal a la oposición, abogando en defensa de la unidad del partido y oponiéndose a las rencillas internas.
Cansada por la tensión por la muerte de su marido y por la continua disputa política, su salud comenzó a resentirse y los médicos finalmente lograron enviarla a reposar al Cáucaso en julio. Durante su estancia en el sur, comenzó a escribir las memorias de Lenin. En otoño regresó a Moscú y a su actividad frenética habitual, cuajada de conferencias y escritos educativos. A comienzos de 1925, de nuevo se encontraba enferma, con un nuevo ataque de tiroides agravado por una gripe. Sufrió de mala salud todo el año, y apenas participó en el nuevo enfrentamiento político entre la corriente mayoritaria y Trotski, que lo había reavivado al publicar Lecciones de octubre, obra que dejaba en mal lugar a los triunviros por su actuación durante la Revolución de Octubre. Krúpskaya respaldó a la corriente mayoritaria, pero con moderación y abogando en todo momento por la reconciliación entre las fracciones y el mantenimiento de la unidad. En 1925 se fue acercando a la oposición, que ya incluía para entonces a Kámenev y Zinóviev, opuestos a las concesiones al campesinado defendidas por Bujarin y Stalin, que consideraban excesivas, opinión que Krúpskaya compartía. El momento de mayor participación en las actividades de la oposición fue el XIV Congreso del PCUS, en el que fue la primera participante de la oposición en criticar la política de la mayoría, cometido en el que la respaldó Kámenev. Trató de identificar la mayoría que respaldaba la postura de Stalin y Bujarin con la mayoría moderada menchevique de mediados de la primera década del siglo, a la que Lenin se había opuesto, tratando así de igualar la posición de la minoría con la de este en aquellos momentos. Se mantuvo en las desorganizadas filas de la oposición hasta octubre de 1926 y, aunque no participó activamente en la alianza entre Trotski y Zinóviev forjada en la primavera, sí firmó el principal documento presentado por esta, la «declaración de los trece», en la que se criticaba el crecimiento de la burocracia y el alejamiento del partido de los trabajadores. En todo caso, sus críticas a la dirección del partido se realizaron en los círculos del poder, no de forma pública. Después de unos meses de convalecencia en la región del Volga, regresó a la capital en agosto de 1926 y se decidió a publicar en el extranjero el «testamento» de Lenin, sacándolo del país clandestinamente; los documentos acabaron apareciendo en el New York Times el 18 de octubre, pero no tuvieron repercusión alguna en la URSS ni entre la mayoría de los comunistas occidentales. Este acto fue uno de los últimos actos de abierta oposición a Stalin: con el sometimiento temporal de los principales opositores a las tesis de la mayoría el 16 de octubre y la presión indirecta de Stalin a Krúpskaya para privarla de su estado de viuda oficial de Lenin —con veladas amenazas de resucitar la relación entre este e Inessa Armand—, esta abandonó paulatinamente la oposición. En noviembre, Stalin lo anunció en la XV Conferencia del partido, aunque la confirmación llegó seis meses más tarde, cuando rechazó indirectamente los intentos de acercamiento de Trotski.

## Últimos años
Formalmente, Krúpskaya apoyó al régimen de Stalin y mantuvo una actividad pública intensa hasta su muerte en 1939. Acumuló gran número de cargos honoríficos: desde el XV Congreso del PCUS, celebrado en 1927, era miembro del comité central del partido; en 1929 y 1933 fue condecorada con la Orden de la Bandera Roja del Trabajo, la de la URSS y la de Lenin; en 1931 ingresó en la Academia de Ciencias; en 1936 recibió un doctorado honorífico en pedagogía —paradójicamente, al tiempo que el Estado abandonaba sus postulados educativos—; en 1935 ingresó en el Congreso Panruso Soviético —cámara legislativa soviética— y luego en el Sóviet Supremo que lo sustituyó en 1937 y entre 1936 y 1939 participó en las sesiones de la Oficina Organizativa del partido, encargada de los asuntos internos de este. En realidad, carecía de poder y representaba simplemente el apoyo de la viuda de Lenin —e, implícitamente, el de este— al régimen de Stalin. A pesar de que Krúpskaya permaneció en su apartamento del Kremlin, las relaciones con Stalin y su familia, que eran sus vecinos, fueron muy escasas.
Se convirtió en la imagen de la abuela bondadosa de la revolución, con gran interés en los niños. En asuntos familiares, adoptó en general un enfoque conservador, defendiendo la familia tradicional y las medidas oficiales contra el aborto o la facilidad de divorcio, que creía habían sido medidas de emergencia promulgadas durante la década anterior que debían ser eliminadas. Principal referencia del partido acerca de la liberación de la mujer, defendió los avances logrados en la Unión Soviética en la igualdad entre sexos, pero no criticó con dureza el machismo persistente tanto en la estructura familiar —el trabajo doméstico seguía en manos de las mujeres, a pesar de la incorporación de la mujer al mercado laboral— como en los puestos más importantes de la política nacional, copados por hombres.
Convencida de la necesidad de estudiar la actividad de Lenin para continuar su obra, dedicó grandes esfuerzos a publicar diversas obras sobre él, siendo las mejores de entre ellas una serie de bosquejos sobre su persona que aparecieron primero en Pravda y Bolshevik entre 1925 y 1933 y más tarde como libro con el nombre de Recuerdos de Lenin. Actuó también como censora oficiosa de las obras que aparecieron sobre él, parte del culto a la personalidad de Lenin, con las que en general fue muy crítica.
Contraria a algunos importantes aspectos de las reformas aplicadas durante el periodo de dominio estalinista como la orientación de las escuelas —que abandonó el politecnicismo por el que abogaba para convertirse a su juicio en un remedo de la antigua escuela zarista— o la colectivización forzosa —ella propugnaba un ritmo menos acelerado de formación de cooperativas—, no pudo expresar libremente sus críticas a estos, que aparecieron de forma velada. Se opuso además con firmeza pero infructuosamente a la discriminación educativa de los hijos de los kulaks. En 1930 hizo un vano intento de respaldar a la Oposición de derecha, ya derrotada políticamente pero única fuerza relevante que rechazaba la colectivización.
Aunque probablemente la represión y ajusticiamiento de gran número de antiguos camaradas —entre ellos, Zinóviev y Kámenev, compañeros de exilio antes de la revolución— durante las purgas estalinistas de la década de 1930 supusieron un momento de gran angustia personal, oficialmente Krúpskaya las defendió. Fue uno de los escasos miembros de la antigua intelectualidad bolchevique en salir indemne. Trotski afirmó que los artículos que aparecieron en su nombre en defensa de las condenas eran falsos, pero los biógrafos soviéticos de Krúpskaya de la década de 1960 los incluyeron entre sus obras completas. Con fama de bondadosa, durante la represión recibió miles de cartas solicitando su intercesión y en algún caso aislado logró librar a algún condenado, si bien no detener el terror.
A lo largo de la década, ya anciana, comenzó a visitar más asiduamente diversos balnearios en el Cáucaso (en 1931, 1933 y 1937) y un sanatorio, frecuentado por antiguos revolucionarios y situado a las afueras de Moscú. Su círculo de relaciones se fue reduciendo a estos viejos camaradas y al personal del Ministerio de Educación, donde continuaba trabajando.

## Muerte
El 24 de febrero, los bolcheviques veteranos le organizaron una fiesta por su inminente septuagésimo cumpleaños en Arjangelskoye, a donde había acudido a descansar. Esa misma noche, sin embargo, comenzó a sentirse indispuesta y fue rápidamente trasladada al hospital del Kremlin, donde perdió el conocimiento. Despertó nuevamente la noche del día siguiente, afirmando su disposición a asistir al próximo congreso del partido, pero un embolismo abdominal, complicado con arteroesclerosis, acabó con su vida. Murió a las 6:15 a. m. del 27 de febrero de 1939 en Moscú, un día después de haber cumplido setenta años de edad.
Su cadáver se expuso en la Sala de Columnas del Palacio de los Sindicatos al día siguiente y a las exequias acudieron destacados miembros del partido. Se calcula que cerca de medio millón de personas acudieron a las honras fúnebres, antes de que el cadáver fuese incinerado el 1 de marzo. Sus cenizas fueron finalmente colocadas en un nicho de la Necrópolis de la Muralla del Kremlin. A pesar de los elogios oficiales tras el fallecimiento, su figura quedó postergada hasta la muerte de Stalin, cuando Jruschov la recuperó y se permitió la publicación de dos biografías y una recopilación de sus obras pedagógicas. La UNESCO fundó un premio con su nombre que se otorgaba anualmente a aquellos que se destacaban en la lucha por acabar con el analfabetismo.

## Obras de Krúpskaya
- Krúpskaya, Nadezhda (1978). La educación comunista: Lenin y la juventud. Madrid: Nuestra Cultura.
- Krúpskaya, Nadezhda. La mujer trabajadora.
- Krúpskaya, Nadezhda. Mi vida con Lenin. Mandrágora
- Krúpskaya, Nadezhda. Recuerdos de Lenin. Grupo de Traductores de la Fundación Federico Engels..